# La Cofradía, Puruándiro
La Cofradía är en ort i Mexiko.   Den ligger i kommunen Puruándiro och delstaten Michoacán de Ocampo, i den centrala delen av landet, 270 km väster om huvudstaden Mexico City. La Cofradía ligger 1 927 meter över havet och antalet invånare är 467.
Terrängen runt La Cofradía är varierad. Runt La Cofradía är det ganska tätbefolkat, med 100 invånare per kvadratkilometer. Närmaste större samhälle är Puruándiro, 8,3 km öster om La Cofradía. I omgivningarna runt La Cofradía växer huvudsakligen savannskog.